# Team Spirit
Team Spirit（简称Spirit，TS）是一家电子竞技组织，2015年成立于俄罗斯莫斯科，拥有《反恐精英2》、《Dota 2》、《炉石传说》等分部，其《Dota 2》分部夺得了2021年Dota 2国际邀请赛冠军，并获得了电子竞技历史上单笔金额最大的1,800万美元奖金。2022年，因俄羅斯入侵烏克蘭，Team Spirit将总部从莫斯科迁移到塞尔维亚贝尔格莱德。

### 反恐精英2

#### 服役选手
| ID      | 位置            | 加入日期   |
| ------- | --------------- | ---------- |
| donk    | 步枪手          | 2023-07-05 |
| magixx  | 步枪手          | 2019-09-26 |
| sh1ro   | AWPer（狙击手） | 2023-12-17 |
| chopper | 指揮            | 2019-03-03 |
| zont1x  | 辅助            | 2023-07-05 |
| hally   | 教練            | 2022-02-06 |

在夺取2024年完美世界上海特级锦标赛冠军之后，donk以 17 岁 324 天的年龄成为有史以来最年轻的 Major 冠军和 MVP，打破了Markus "⁠Kjaerbye⁠" Kjærbye在 2017 年 ELEAGUE Major 上创造的两项纪录（18 岁 277 天）。

#### 成绩
- 1st 2024年完美世界上海特级锦标赛
- 1st 2024 Blast春季总决赛
- 1st 2024 IEM科隆
- 2nd 2024 Blast世界总决赛
- 1st 2025 Blast赏金赛
- 2nd 2025 IEM卡托维兹